# Campanula alpestris
Campanula alpestris là loài thực vật có hoa trong họ Hoa chuông. Loài này được All. mô tả khoa học đầu tiên năm 1785.